# Волгоградский музыкальный театр
Волгогра́дский музыка́льный теа́тр — старейший музыкальный театр на Волге, правопреемник 2-го Государственного Сталинградского рабочего театра, Сталинградского областного театра музыкальной комедии и Волгоградского областного театра музыкальной комедии;

## История
В ноябре 1932 года в старинном здании театра «Конкордия» состоялось первое представление нового Сталинградского театра музыкальной комедии. Первым спектаклем нового коллектива стала оперетта Н. Стрельникова «Холопка». В первом сезоне было поставлено 13 спектаклей. Последующие сезоны также можно назвать удачными. В годы Великой Отечественной войны все было потеряно или разрушено. Труппа была эвакуирована в Казань и Омск. Сразу после победы в полном составе вернулась в родной город. Первое время спектакли проходили в здании клуба тракторного завода. В 1952 году на Центральной набережной была закончена перестройка бывшего здания Общественного собрания Царицына в новое здание театра. В 50-е годы репертуар театра расширяется. Театр становится известным благодаря своим опереттам. 90-е годы принесли театру нелёгкие испытания. На 5 лет здание было закрыто на ремонт. В 1995 году Волгоградский театр музыкальной комедии получил статус Музыкального театра. Этапной постановкой стала опера Дж. Верди «Травиата». С 2000 года театр проводит ежегодный межрегиональный «Рождественский» фестиваль юных музыкантов. За свою историю театр осуществил более четырёхсот постановок, побывал на гастролях более чем в 200 городах России и бывшего Советского Союза.

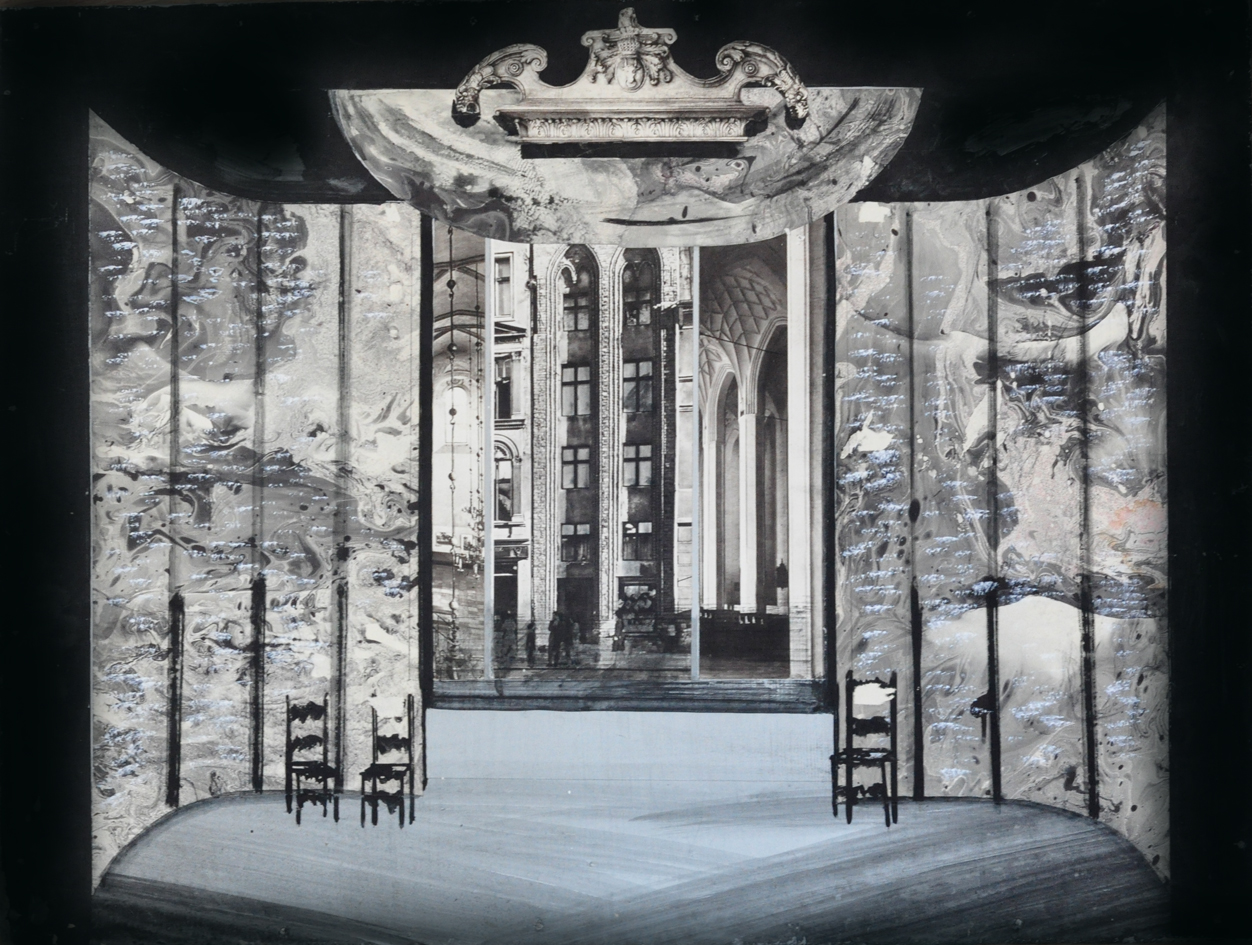
Эскиз М. В. Мурзина к спектаклю «Бал-маскарад» для Волгоградского музыкального театра, 2000 г., режиссёр Вадим Милков

### Труппа театра
- Бурэ-Небельсен, Юрий Валерьевич, режиссёр, народный артист России
- Живаго, Вера Семёновна (1959—1986), актриса, народная артистка РСФСР.
- Ильинский, Александр Васильевич (1935—1956), актёр и режиссёр, народный артист РСФСР
- Оскотский-Гросс, Григорий Семёнович, (1953—1959), актёр, народный артист РСФСР
- Папина, Тамара Фёдоровна (1951—1996), актриса, народная артистка РСФСР.
- Генин, Юрий Генрихович (1959—1980-е), главный режиссёр, народный артист РСФСР

#### Главные дирижёры
- Венедиктов, Вадим Николаевич (1989—2020)[1]
- Шитов, Денис Борисович (2020[2]—н. в.)[3]

## Постановки
Первый сыгранный спектакль — оперетта «Холопка» Николая Михайловича Стрельникова. После этого были поставлены такие произведения, как «Продавец птиц» К. Целлера, «Колокола Корневиля» Р. Планкетта, «Весёлая вдова» Ф. Легара, «Фиалка Монмартра», «Сильва», «Марица» И. Кальмана, «Цыганский барон» И. Штрауса. Наиболее значимыми ранними спектаклями театра стали оперетта «Сорочинская ярмарка» А. Рябова и музкомедия «Свадьба в Малиновке» Б. Александрова.
Первыми послевоенными спектаклями стали опера В. Энке «Любовь Яровая» и балет Б. Асафьева «Бахчисарайский фонтан». Начиная с 60-х годов были сыграны «Севастопольский вальс», «Мечтатели», «Мелодии снежных гор», «Итальянский роман», «Сталинград-42» и ряд других произведений.
С 1988 по 2003 годы руководил театром Евгений Михайлович Мельмонт (1937—2016).
После длительного[когда?]

 ремонта театр открылся новой постановкой оперы Дж. Верди «Травиата».
Премьера оперы «Риголетто» Дж. Верди (режиссёр-постановщик Б. А. Рябикин, художник-постановщик М. В. Мурзин, художник по костюмам Илона Боксер) состоялась в 1997 году и получила Театральную премию сезона 1997—1998 гг.
1999 и 2000 годы театр отметил новыми постановками — это опера В.-А. Моцарта «Свадьба Фигаро», мюзикл Л. Бернстайна «Вестсайдская история», мюзикл М. Самойлова «Фаворит», водевиль Р. Эргашева «Подписано — Фантанж», опера Дж. Верди «Бал-маскарад». Режиссёр-постановщик этих спектаклей В. Г. Милков, художник-постановщик М. В. Мурзин, художник по костюмам И. Боксер.
Премьера апреля 2020 года — комедийный мюзикл «Женитьба Бальзаминова» (автор либретто и стихов Евгений Муравьёв, композитор Владимир Баскин, режиссёр Александр Кутявин).